# 黍殻山
黍殻山（きびがらやま）は、丹沢主脈にある標高1,273mの山である。

## 概要
神奈川県相模原市内にあり、丹沢大山国定公園に属す。山頂は登山道からやや離れた所にあり、木々で覆われているため展望はほとんどない。黍殻山から姫次方面へ15分程進んだ所には黍柄避難小屋（無人・トイレあり）がある。
登山路は主脈縦走路を別として国道413号（道志みち）から登るルートが数本あるが、その登山口までのバス本数が極端に少ない。

## 周辺の山
- 焼山
- 八丁坂ノ頭
- 袖平山